# کایو دسنکو
کایو دسنکو (انگلیسی: Caio De Cenco؛ زادهٔ ۵ مهٔ ۱۹۸۹) بازیکن فوتبال اهل ایتالیا است.
از باشگاه‌هایی که در آن بازی کرده‌است می‌توان به باشگاه فوتبال پادوا، باشگاه فوتبال مونتسا، باشگاه فوتبال رجانا، باشگاه فوتبال چزنا، و باشگاه فوتبال اسپال اشاره کرد.